# 石店水库
石店水库，原名岳庄水库，是中国山东省济南市长清区张夏镇境内的一座水库，位于黄河支流北大沙河纸坊支流下游。

## 历史
石店水库原名岳庄水库，位于长清区张夏镇石店村东，黄河支流北大沙河纸坊支流的下游，控制流域面积39.3平方公里。原设计总库容1188万立方米。1984年水利工程“三查三定”后定安全防洪标准为1000年一遇，防洪水位140米，总库容为935万立方米，兴利库容752万立方米，死库容68万立方米。大坝为均质土坝，坝长850米，其中主坝长295米，副坝长555米，最大坝高33.3米，坝顶高程143米，防浪墙1米。溢洪道设在坝南端，有一深孔10×8.5米平板钢闸门，闸底高程130.2米，另有28米宽的溢流坝，坝顶高程138.7米。在副坝北端有30米宽的非常溢洪道，并设有6个炸药室，底高程138.7米。放水洞在大坝南部，为内径1.2米的钢管两排，坝前竖井设平板钢闸门，设计流量4.4立方米/秒。
工程于1966年11月开工，1968年5月竣工。灌区设计灌溉面积546.7公顷，有效灌溉面积400公顷，1985年实际灌溉86.7公顷。灌区总干渠长0.56公里，干渠2条12.9公里，支渠9条16公里。沿干渠修闸50座，渡槽8处，涵洞15座。水库建成后，收到蓄水防洪灌溉农田的效益。1985年，灌区每公顷粮食产量4125公斤。